# USS Stockton (DD-646)
USS Stockton (DD-646) là một tàu khu trục lớp Gleaves được Hải quân Hoa Kỳ chế tạo trong Chiến tranh Thế giới thứ hai. Nó đã tham gia suốt Thế Chiến II, sống sót qua cuộc xung đột, ngừng hoạt động năm 1949 và bị tháo dỡ năm 1973. Nó là chiếc tàu chiến thứ ba của Hải quân Hoa Kỳ được đặt theo tên Thiếu tướng Hải quân Robert F. Stockton (1795-1866), người tham gia các cuộc Chiến tranh 1812, Chiến tranh Mexico-Hoa Kỳ và cuộc Nội chiến Hoa Kỳ.

## Thiết kế và chế tạo
Stockton được chế tạo tại xưởng tàu của hãng Federal Shipbuilding and Drydock Company ở Kearny, New Jersey. Nó được đặt lườn vào ngày 24 tháng 7 năm 1942; được hạ thủy vào ngày 11 tháng 11 năm 1942, và được đỡ đầu bởi bà Horace K. Corbin. Con tàu được cho nhập biên chế cùng Hải quân Hoa Kỳ vào ngày 11 tháng 1 năm 1943 dưới quyền chỉ huy của Thiếu tá Hải quân R. E. Braddy.

## Lịch sử hoạt động

### Đại Tây Dương
Sau khi hoàn tất việc chạy thử máy, Stockton gia nhập Hạm đội Đại Tây Dương vào ngày 15 tháng 3 năm 1943, và bắt đầu hộ tống các đoàn tàu vận tải đi lại giữa New York và các cảng Bắc Phi. Từ ngày 28 tháng 5 năm 1943 đến ngày 3 tháng 1 năm 1944, nó đã hộ tống bốn chuyến vận tải. Trong chuyến đi sau cùng, nó đã cùng với tàu chị em Thorn (DD-647) hộ tống hai tàu chở dầu đi đến Ponta Delgada thuộc quần đảo Azores, là những con tàu đầu tiên đi vào cảng này sau khi có được thỏa thuận mới giữa Đồng Minh với chính phủ Bồ Đào Nha. Vào ngày 24 tháng 1 năm 1944, nó lên đường đi sang khu vực Tây Nam của Mặt trận Thái Bình Dương.

### Thái Bình Dương
Sau khi đến nơi, Stockton gia nhập lực lượng Đệ thất Hạm đội được tập trung cho cuộc đổ bộ lên đảo Los Negros thuộc quần đảo Admiralty. Nó tham gia đợt bắn phá ban đầu mở đường cho chính cuộc đổ bộ vào ngày 29 tháng 2, và tiếp tục ở lại khu vực trên trong ba ngày, tuần tra và bắn pháo hỗ trợ cho lực lượng trên bờ. Từ ngày 9 đến ngày 13 tháng 3, nó hỗ trợ cho cuộc đổ bộ tương tự với quy mô nhỏ hơn lên Seeadler Harbor. Trong khi lực lượng Đồng Minh thực hiện những bước nhảy cóc dọc theo bờ biển phía Bắc New Guinea, chiếc tàu khu trục hoạt động như một tàu hộ tống phòng không và chống tàu ngầm, bảo vệ tàu bè trong cuộc đổ bộ lên vịnh Humboldt vào ngày 22 tháng 4 và cuộc đổ bộ lên Wakde vào ngày 17 tháng 5; cũng như bắn pháo hỗ trợ cho cuộc đổ bộ lên Biak vào ngày 27 tháng 5. Đang khi ngoài khơi Biak, nó bị hư hại nhẹ do trúng một quả đạn pháo từ khẩu đội pháo bờ biển vào ngày 28 tháng 5; và đến ngày 12 tháng 6, nó đã kéo Kalk (DD-611) đi đến vịnh Humboldt khi chiếc tàu khu trục bị bất động do trúng một quả bom giữa tàu.
Vào ngày 2 tháng 7, Stockton tham gia cùng lực lượng tấn công ngoài khơi Noemfoor, hoạt động trong cả vai trò bảo vệ lẫn hỗ trợ hỏa lực cho cuộc đổ bộ. Sau một tháng làm nhiệm vụ hộ tống và huấn luyện dọc theo bờ biển phía Bắc New Guinea, nó rời khu vực này vào ngày 22 tháng 8 để gia nhập Đệ Tam hạm đội cho cuộc tấn công lên quần đảo Palau. Nó hộ tống các tàu vận tải khi chúng tiếp cận Peleliu vào ngày 15 tháng 9, và tiếp tục bảo vệ chúng trong suốt cuộc đổ bộ cho đến khi lên đường quay trở về nhà vào ngày 14 tháng 10.
Sau khi được đại tu tại Seattle, Washington, Stockton hoàn tất đợt huấn luyện ôn tập tại Trân Châu Cảng vào ngày 24 tháng 1 năm 1945. Từ ngày 10 tháng 2 đến ngày 9 tháng 3, nó bảo vệ cho các tàu sân bay hộ tống khi chúng hỗ trợ trên không cho cuộc đổ bộ lên Iwo Jima. Vào ngày 21 tháng 2, hai ngày sau cuộc đổ bộ, đội của nó bị bốn máy bay cảm tử kamikaze tấn công, vốn đã đánh chìm tàu sân bay Bismarck Sea (CVE-95) và làm hư hại Lunga Point (CVE-94). Từ ngày 18 tháng 3 cho đến khi chiến tranh kết thúc, nó hộ tống các tàu tiếp liệu thuộc Đội Hỗ trợ Tiếp vận khi chúng tiếp nhiên liệu và tiếp vận cho hạm đội trong chiến dịch Okinawa, cũng như trong cuộc không kích lên quần đảo Ryukyu và chính quốc Nhật Bản sau đó. Vào ngày 31 tháng 3, một ngày trước cuộc đổ bộ tại Okinawa, nó đã cùng tàu khu trục Morrison (DD-560) đánh chìm tàu ngầm Nhật Bản I-8, sau một đợt truy đuổi kéo dài ba giờ rưỡi. Sang đầu tháng 4, nó chỉ đạo cho việc cứu hộ chiếc Thornton (AVD-11) vốn bị tai nạn va chạm với hai tàu chở dầu trong đội của Stockton.

### Sau chiến tranh
Stockton tiếp tục hoạt động hỗ trợ của nó trong một tháng rưỡi đầu tiên của việc chiếm đóng. Nó khởi hành từ vùng biển Nhật Bản vào ngày 15 tháng 10 để quay trở về nhà, đi ngang qua Singapore và Cape Town, và về đến New York. Nó được cho xuất biên chế vào ngày 16 tháng 5 năm 1946 và đưa về lực lượng dự bị tại Charleston, South Carolina. Tên nó được cho rút khỏi danh sách Đăng bạ Hải quân vào ngày 1 tháng 7 năm 1971, và nó bị bán để tháo dỡ vào ngày 25 tháng 5 năm 1973.

## Phần thưởng
Stockton được tặng thưởng tám Ngôi sao Chiến trận do thành tích phục vụ trong Thế Chiến II.